# Iñaki Williams
Iñaki Williams Arthuer (* 15. Juni 1994 in Bilbao) ist ein spanisch-ghanaischer Fußballspieler, der bei Athletic Bilbao in der spanischen Primera División spielt.

## Karriere

### Verein
Iñaki Williams wurde als Sohn einer liberianischen Mutter und eines ghanaischen Vaters in Bilbao geboren. Nach Stationen bei kleineren Vereinen aus Pamplona, schloss er sich 2012 als 18-Jähriger der Nachwuchsabteilung von Athletic Bilbao an. Noch im selben Jahr debütierte Williams im Herrenbereich, als der Flügelspieler für den Kooperationspartner CD Baskonia in der Tercera División, der vierthöchsten Spielklasse im spanischen Fußball, auflief. Im Sommer 2013 unterzeichnete Williams bei Athletic Bilbao einen Vertrag über vier Jahre bis 2017 und wurde in die zweite Mannschaft der Basken befördert, die in der dritten spanischen Liga, der Segunda División B, spielte. Nachdem sich Williams in der Saisonvorbereitung eine Knieverletzung zugezogen hatte, konnte er erst im Oktober wieder in den Spielbetrieb eingreifen, dennoch erzielte der Teenager in 14 Saisonspielen acht Tore.
Aufgrund von verletzungsbedingten Ausfällen einiger etablierter Offensivspieler konnte Williams im Dezember 2014 seinen Einstand in der ersten Mannschaft geben. Bei der 0:1-Heimniederlage gegen den FC Córdoba spielte er von Beginn an für den angeschlagenen Aritz Aduriz in der Sturmspitze, wurde aber zur Halbzeit bereits wieder ausgewechselt. Dennoch konnte sich das Talent einen Stammplatz in der ersten Mannschaft erkämpfen. Sein erstes Tor als Profi erzielte der Baske im Sechzehntelfinale der UEFA Europa League beim 2:2-Auswärtsremis gegen den FC Turin. Damit ist Williams der erste schwarze Spieler, der für den Verein traf.
In der Saison 2015/16 kam der Flügelstürmer, trotz eines Beinbruchs zu Beginn der Spielzeit, weiterhin kontinuierlich zum Einsatz. In den Spielzeiten 2016/17 bis 2021/22 verpasste er jeweils kein einziges Ligaspiel und stand in mittlerweile über 200 Partien in Folge auf dem Feld.

### Nationalmannschaft
Im März 2015 wurde Williams erstmals in den Kader einer spanischen Nationalmannschaft berufen. Unter Albert Celades debütierte er für die U-21-Auswahl bei einem Freundschaftsspiel gegen Norwegen, als er zur Halbzeitpause für Munir El Haddadi eingewechselt wurde. Im Mai 2016 debütierte er für die A-Nationalmannschaft in einem Freundschaftsspiel gegen Bosnien und Herzegowina. Seither wurde er nicht mehr berücksichtigt.
Im Juli 2022 gab der ghanaische Fußballverband bekannt, dass Williams künftig für die ghanaische Nationalmannschaft spielen werde. Der Nationaltrainer Otto Addo nominierte ihn daraufhin für die Testspiele im September 2022. Am 23. September 2022 debütierte Williams, als er bei einer 0:3-Testspielniederlage gegen Brasilien zur zweiten Halbzeit eingewechselt wurde. Im November 2022 wurde Williams für die Weltmeisterschaft 2022 in Katar nominiert, an der auch sein Bruder für Spanien teilnahm. Er kam in allen drei Gruppenspielen in der Startelf zum Einsatz, schied mit der Mannschaft jedoch nach der Vorrunde aus.

## Erfolge und Auszeichnungen
- Copa del Rey-Sieger 2024
- Spieler des Monats der Primera División: Januar 2019

## Persönliches
Williams jüngerer Bruder Nico ist ebenfalls Fußballer bei Athletic Bilbao.